# Jeanne Demessieux

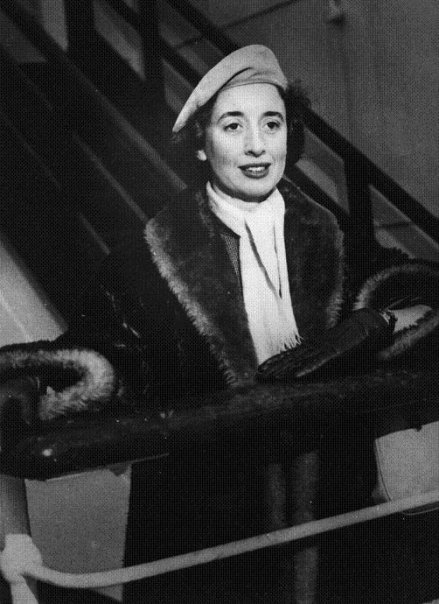
Jeanne Demessieux (1921–1968)

Jeanne Marie-Madeleine Demessieux (* 13. Februar 1921 in Montpellier; † 11. November 1968 in Paris) war eine französische Komponistin, Pianistin, Organistin und Musikpädagogin.

## Leben
Bereits in ihrer Kindheit verfügte Jeanne Demessieux über eine außergewöhnliche musikalische Begabung und erhielt mehrere Abschlüsse am Konservatorium ihrer Heimatstadt Montpellier. 1933 wurde sie im Alter von 12 Jahren zur Titularorganistin der Pariser Pfarrkirche Saint-Esprit im 12. Arrondissement ernannt, wo sie bis 1962 tätig war. Gleichzeitig studierte Jeanne am Pariser Konservatorium und erhielt dort 1937 einen Premier Prix in Harmonielehre (bei Jean Gallon), ein Jahr später im Fach Klavier (bei Santiago Riera und Magda Tagliaferro), 1939 in Kontrapunkt und Fuge (bei Noël Gallon), 1940 im Fach Komposition (bei Henri Büsser) und 1941 in Orgel (Improvisation und Interpretation, bei Marcel Dupré).
Prägend für Demessieux' künftige musikalische Laufbahn war die erste Begegnung mit Marcel Dupré im Oktober 1936 in Meudon. In den folgenden drei Jahren bis zu ihrem Eintritt in die Orgelklasse am Pariser Konservatorium 1939 erhielt Demessieux bei Dupré Privatunterricht. Nach ihrem Premier Prix in Orgel folgten fünf weitere Jahre Privatunterricht bei Dupré.
Während des Krieges und der deutschen Besetzung Frankreichs arbeitete Demessieux bis zu 18 Stunden täglich, ohne öffentliche Konzerte zu spielen – von ihrer kirchenmusikalischen Arbeit als Organistin in Saint-Esprit und (als Stellvertreterin von Dupré) in Saint-Sulpice abgesehen. Erst 1946 debütierte sie mit einer 12-teiligen Konzertreihe (1946–1948) in der Salle Pleyel in Paris, die den Beginn ihrer internationalen Karriere als Konzertorganistin markierte und die kurz darauf ein Zerwürfnis mit Marcel Dupré mit sich brachte, ausgelöst durch Intrigen innerhalb der Pariser Orgelwelt.
Demessieux spielte mehr als 700 Konzerte in ganz Europa und unternahm drei Konzerttourneen durch die USA (1953, 1955 und 1958). Ihr aktives Repertoire umfasste mehr als 2.500 Werke, die sie auswendig beherrschte, darunter sämtliche Orgelwerke von Johann Sebastian Bach, César Franck, die großen Orgelwerke von Franz Liszt und Felix Mendelssohn Bartholdy, sowie alle bis 1945 entstandenen Orgelwerke von Marcel Dupré. Außerdem spielte Demessieux zahlreiche Schallplatten ein, einschließlich der Weltersteinspielung der gesamten Orgelwerke von César Franck, die 1961 mit dem Grand Prix du Disque ausgezeichnet wurde.
Nach 29 Jahren Tätigkeit an Saint-Esprit wurde Demessieux 1962 als Titularorganistin an die Pariser Kirche La Madeleine berufen, wo sie bis zu ihrem Tode tätig war. Als Professorin unterrichtete Demessieux Orgel und Improvisation am Konservatorium in Nancy (1950–1952) und am Königlichen Konservatorium in Lüttich, Belgien (1952–1968). Zu ihren Schülern zählen unter anderem Marie-Madeleine Duruflé, Pierre Labric und Louis Thiry.
Aufgrund von gesundheitlichen Problemen ab Mitte der Sechziger Jahre reduzierte Demessieux ihre Konzerttätigkeit. Nach mehrjährigen Verhandlungen unterzeichnete sie 1967 einen Vertrag mit Decca Records für eine Gesamteinspielung der Orgelwerke Olivier Messiaens in Notre-Dame de Paris, die aber durch Demessieux' Tod im folgenden Jahr nicht mehr zustande kam. Laut ihrer Biographin Christiane Trieu-Colleney begab sich Demessieux in ärztliche Behandlung und zog sich in ihrem letzten Lebensjahr weitgehend von öffentlichen Auftritten zurück. Jeanne Demessieux starb am 11. November 1968 mit 47 Jahren an den Folgen einer Halskrebserkrankung in Paris. Sie wurde im Familiengrab auf dem Friedhof von Le Grau-du-Roi, wenige Kilometer südlich von Aigues-Mortes, beigesetzt.
Jeanne Demessieux hinterließ ein umfangreiches kompositorisches Schaffen: Neben acht Kompositionen für Orgel schrieb sie Werke für Klavier, zahlreiche Lieder und Chorwerke, darunter ein Oratorium Chanson de Roland und Orchesterwerke. Etwa zwei Drittel des kompositorischen Schaffens von Demessieux, das mehr als 30 Werke umfasst, sind bis heute im Druck erschienen. 2021 veröffentlichte Decca Records ein 8-CD-Box-Set mit allen Aufnahmen von Demessieux für dieses Label, darunter ihre Gesamteinspielung der Orgelwerke César Francks von 1959.

## Kompositionen

### Orgel solo
- Nativité op. 4 (1943/44). Sampzon: Delatour France, 2005.
- Six Études op. 5 (1944). Paris: Bornemann/Leduc, 1946.
  - Pointes
  - Tierces
  - Sixtes
  - Accords alternés
  - Notes répétées
  - Octaves
- Sept Méditations sur le Saint-Esprit op. 6 (1945–47). Paris: Durand, 1947.
  - Veni Sancte Spiritus
  - Les Eaux
  - Pentecôte
  - Dogme
  - Consolateur
  - Paix
  - Lumière
- Triptyque op. 7 (1947). Paris: Durand, 1949.
  - Prélude
  - Adagio
  - Fugue
- Twelve Choral-Preludes on Gregorian Chant Themes op. 8 (1947). Boston, MA (USA): McLaughlin & Reilly, 1950.
  - Rorate Caeli
  - Adeste Fideles
  - Attende Domine
  - Stabat Mater
  - Vexilla Regis
  - Hosanna Filio David
  - O Filii
  - Veni Creator Spiritus
  - Ubi Caritas
  - In Manus Tuas
  - Tu Es Petrus
  - Domine Jesu
- Andante (Chant donné) (1953). In: 64 Leçons d'Harmonie, offertes en hommage à Jean Gallon, hrsg. von Claude Delvincourt. Paris: Durand, 1953.
- Te Deum op. 11 (1957/58). Paris: Durand, 1959.
- Répons pour le Temps de Pâques: Victimae Paschali Laudes (1962/63). Paris: Durand, 1970.
- Répons pour les Temps Liturgiques (1962–66). Sampzon: Delatour France, 2006.
  - Répons pour le temps du Très-Saint-Rosaire: Ave Maria
  - Répons pour le temps d'Advent: Consolamini
  - Répons pour le temps du Saint-Sacrement: Lauda Sion (erste Fassung, 1963)
  - Répons pour le temps du Saint-Sacrement: Lauda Sion (zweite Fassung, 1966)
- Prélude et Fugue en Ut op. 13 (1964). Paris: Durand, 1965.

### Orgel und Orchester
- Poème op. 9 (1949). Paris: Durand, 1952.

### Klavier Solo
- 7 Pièces inédites. Sampzon: Delatour France, 2011.
  - Le chant des petits oiseaux
  - Berceuse et impromptu
  - Romance sans paroles
  - Allegro
  - Mazurka
  - Valse n° 1
  - Murmure des bois
- Berceuse (1926). Unveröffentlicht.
- Suite (1938). Unveröffentlicht.
  - Prélude
  - Scherzetto
  - Menuet
  - Toccata
- Étude in Fis-Dur (1938). Unveröffentlicht.
- Trois Préludes (1939). Unveröffentlicht.
  - dis-Moll
  - h-Moll
  - d-Moll

### Lieder mit Klavier
- Le Moulin (1937). Unveröffentlicht.
- Soudainement contre les Vitres (1940). Unveröffentlicht.
- Sonnet de Michel-Ange (1949). Unveröffentlicht.
- Action de grâce (undatiert). Unveröffentlicht.
- Cavalier (undatiert). Unveröffentlicht.
- Le Vase brisé (undatiert). Unveröffentlicht.

### Kammermusik
- Sonate für Violine und Klavier (1940). Sampzon: Delatour France, 2013.
  - Allegro moderato
  - Adagio cantabile
  - Thème et variations
- Ballade op. 12 für Horn und Klavier (1962). Paris: Durand, 1962.
- Streichquartett (undatiert). Unveröffentlicht.

### Chorwerke
- Cantate pour le Jeudi Saint für Chor, Solisten und Orgel; nach einem Text von Félix Raugel (1938). Unveröffentlicht.
- Barques Célestes für drei Frauenstimmen a cappella (1938). Unveröffentlicht.
- Consolamini für fünfstimmigen gemischten Chor a cappella (1950). Unveröffentlicht.
- Chanson de Roland op. 10, Oratorium für Mezzosopran, Chor und Orchester (1951–56). Paris: Leduc.

### Sonstige Werke
- Zwei symphonische Sätze für Orchester (1941). Unveröffentlicht.
- Georg Friedrich Händel: Kadenzen für die Orgelkonzerte Nr. 1 und 2. Unveröffentlicht.
- Franz Liszt: Funérailles. Transcription pour orgue de Jeanne Demessieux, réconstituée par Pierre Labric. Sampzon: Delatour France, 2010.

## Diskographie
- Jeanne Demessieux: Sämtliche Orgelwerke.
  - Te Deum op. 11, Répons pour le Temps de Pâques, 12 Choral-Préludes op. 8, Triptyque op. 7, Prélude et Fugue en Ut op. 13, Sept Méditations sur le Saint-Esprit op. 6, Six Études op. 5. Pierre Labric: Hommage à Jeanne Demessieux.
    - Pierre Labric, Orgel. Aufgenommen im Juli und Dezember 1971 und im Oktober 1972 in St. Ouen, Rouen und St. Pierre, Angoulême (Six Études, Sept Méditations). Sigean: Solstice, 2017. 2 CDs.

- Jeanne Demessieux: Sämtliche Orgelwerke.
  - Nativité op. 4, Six Études op. 5, Sept Méditations sur le Saint-Esprit op. 6, Triptyque op. 7, 12 Choral-Préludes op. 8, Te Deum op. 11, Répons pour les Temps Liturgiques, Prélude et Fugue en Ut op. 13.
    - Maxime Patel, Orgel. Aufgenommen im August 2006 an den Jann-Orgeln der Stiftsbasilika Waldsassen. Ein Film von Federico Savio. Hombourg-Haut: Fugatto, 2008. 1 DVD.

- Jeanne Demessieux: Sämtliche Orgelwerke.
  - Nativité op. 4, Six Études op. 5, Sept Méditations sur le Saint-Esprit op. 6, Triptyque op. 7, 12 Choral-Préludes op. 8, Te Deum op. 11, Répons pour les Temps Liturgiques, Prélude et Fugue en Ut op. 13, Andante (Chant donné). Poème op. 9 für Orgel und Orchester.
    - Stephen Tharp, Orgel. Aufgenommen im Juni 2004 in St. Martin, Dudelange (Luxemburg; opp. 4, 5, 8, 11, 13 und Andante) und im Mai 2006 in St. Ouen, Rouen (opp. 6 und 7, Répons pour les Temps Liturgiques). Jeanne Demessieux, Orgel; Orchestre Radio-Symphonique de Paris; Leitung: Eugène Bigot (Poème op. 9). Aufgenommen 1952 im Salle Pleyel, Paris. Korschenbroich: Aeolus Music, 2008. 2 SACDs & 1 CD.

- Jeanne Demessieux: The Decca Legacy.
  - Sämtliche Einspielungen von Jeanne Demessieux für Decca zwischen 1947 und 1967.
    - Jeanne Demessieux, Organist. London: Decca Records, 2021. 8 CDs.

- César Franck: Intégrale de l'œuvre pour orgue.
  - Jeanne Demessieux, Orgel. Aufgenommen im Juli 1959 an der Cavaillé-Coll-Orgel in La Madeleine in Paris. Amersfoort, Niederlande: Festivo, o. J. FECD 155/156. 2 CDs.

- Jeanne Demessieux aux grandes orgues de l'Eglise de la Madeleine à Paris, Vol. I.
  - Johann Sebastian Bach: Sinfonia aus der Kantate Nr. 29, „Erbarm dich mein, o Herre Gott“ BWV 721, „O Mensch, bewein dein Sünde groß“ BWV 622, „Christ unser Herr zum Jordan kam“ BWV 684. Wolfgang Amadeus Mozart: Fantasia f-Moll KV 608. Franz Liszt: Präludium und Fuge über den Namen BACH. Charles-Marie Widor: Allegro aus der 6. Sinfonie g-Moll.
    - Jeanne Demessieux, Orgel. Aufgenommen im Juli 1958 an der Cavaillé-Coll-Orgel in La Madeleine in Paris. Amersfoort, Niederlande: Festivo, o. J. FECD 131. 1 CD.

- Jeanne Demessieux aux grandes orgues de l'Eglise de la Madeleine à Paris, Vol. II.
  - Johann Sebastian Bach: Toccata und Fuge F-Dur BWV 540, Fantasia G-Dur BWV 572. Wolfgang Amadeus Mozart: Adagio und Fuge c-Moll KV 546/426. Edouard Mignan: Toccata Médiévale. Jean Berveiller: Mouvement. Jeanne Demessieux: Te Deum op. 11.
    - Jeanne Demessieux, Orgel. Aufgenommen im Juli 1958 an der Cavaillé-Coll-Orgel in La Madeleine in Paris. Amersfoort, Niederlande: Festivo, o. J. FECD 132. 1 CD.

- The Legendary Jeanne Demessieux, Vol. III.
  - Olivier Messiaen: Transports de joie (L'Ascension); Johann Sebastian Bach: „Liebster Jesu, wir sind hier“ BWV 731. Jean Berveiller: Mouvement. Charles-Marie Widor: Toccata aus der 5. Sinfonie f-Moll. Wolfgang Amadeus Mozart: Fantasia f-Moll KV 608. Johann Sebastian Bach: Toccata, Adagio und Fuge C-Dur BWV 564; Franz Liszt: Ad nos, ad salutarem undam.
    - Jeanne Demessieux, Orgel. Aufgenommen am 6. Juli 1961 an der Müller-Orgel in St. Bavo, Haarlem (Mozart), am 23. Juli 1963 an der Orgel der Oude Kerk in Amsterdam (Bach: BWV 564), in der Victoria Hall in Genf (1963, Liszt) sowie der Metropolitan Cathedral in Liverpool (1967, Messiaen; Bach BWV 731; Berveiller und Widor). Amersfoort, Niederlande: Festivo, o. J. FECD 141. 1 CD.

- The Legendary Jeanne Demessieux: Hamburger Orgeln.
  - St. Sophienkirche: Henry Purcell: Trumpet Tune. Johann Sebastian Bach: Praeludium und Fuge a-Moll BWV 543, „Liebster Jesu, wir sind hier“ BWV 731. St. Michaelis: César Franck: Prélude, Fugue et Variation op. 18, Cantabile (Trois Pièces, 1890). Christianskirche: Jean Berveiller: Mouvement. Jeanne Demessieux: Te Deum op. 11; Consolateur (Sept Méditations sur le Saint Esprit op. 6), Tierces (Six Études op. 5). Olivier Messiaen: Dieu parmi nous (La Nativité du Seigneur). Jeanne Demessieux: Improvisation über den Choral „O großer Gott der Treu“ aus der Kantate Nr. 46 von Johann Sebastian Bach.
    - Jeanne Demessieux, Orgel. Aufgenommen im Mai 1959 (St. Sophienkirche), im November 1962 (St. Michaelis) und im Juni 1958 (Christianskirche). Amersfoort, Niederlande: Festivo, o. J. FECD 6961/862. 1 CD.

## Bibliographie
- Aprahamian, Felix (2015). Jeanne Demessieux. In: Felix Aprahamian (Hrsg.), Diaries and selected writings on music, S. 375–376. Woodbridge, Suffolk: The Boydell Press.
- Association des Amis de l'Orgue (Hrsg.) (2009). Jeanne Demessieux: Journal (1934-1946). L'Orgue No. 287-288.
- Association Maurice et Marie-Madeleine Duruflé (Hrsg.) (2009). Hommage à Jeanne Demessieux. Bulletin No. 9.
- Ballesteros, Domitila (2004). Jeanne Demessieux’s "Six Etudes’"and the piano technique. Rio de Janeiro, Brasilien.
- Cavanagh, Lynn (2004). Organ performance as a trade commodity of France: the shaping of concert organist Jeanne Demessieux. Context: Journal of Music Research 27/28, S. 5–30.
- Cavanagh, Lynn (2005). The rise and fall of a famous collaboration: Marcel Dupré and Jeanne Demessieux. The Diapason (July 2005), S. 18–21.
- Chevalier, Éliane (2020). Marie-Madeleine Chevalier-Duruflé et Marcel Dupré. In: Association Maurice et Marie-Madeleine Duruflé (Hrsg.): Marie-Madeleine Chevalier-Duruflé. Bulletin Nr. 17 (2019-2020), S. 39–41.
- Colleney, Christiane (1988). In memoriam Jeanne Demessieux (1921-1968). Vingtième anniversaire. Jeunesse et Orgue 70, S. 9–10.
- Demessieux, Jeanne (2009). Journal (1934–1946). L’Orgue: Bulletin des Amis de l’Orgue 287–288, S. 64–247.
- Denis, Pierre. Les organistes français d ’aujourd’hui: Jeanne Demessieux, organiste du Saint-Esprit, professeur du Conservatoire Royal de Liège. L’Orgue No. 75 (April/Juni 1955), S. 37–44.
- Ellis, Laura. The American recital tours of Jeanne Demessieux. The Diapason 86 (Oktober 1995), S. 14–18.
- Haiawi, Maryam (2015). Das Orgelwerk von Jeanne Demessieux (1921–1968). Musica sacra 135, Nr. 6, S. 328–330.
- Haiawi, Maryam (2017). Die Sept Méditations sur le Saint-Esprit von Jeanne Demessieux (1921–1968): Kompositionsstil und theologischer Gehalt. Ars Organi 65, Nr. 2, (Juni 2017), S. 90–96.
- Labric, Pierre (1999). Jeanne Demessieux (1921-1968): Pariser Orgellegende von La Madeleine. Organ – Journal für die Orgel 2, Nr. 2, S. 36–38.
- Labric, Pierre (2009). „Jeanne Demessieux: Présentation des œuvres pour orgue.“ In: Association Maurice et Marie-Madeleine Duruflé (Hrsg.): Hommage à Jeanne Demessieux. Bulletin Nr. 9, S. 70–75.
- Labric, Pierre (2009). „Jeanne Demessieux: Analyse de l'œuvre pour orgue.“ In: Association Maurice et Marie-Madeleine Duruflé (Hrsg.): Hommage à Jeanne Demessieux. Bulletin Nr. 9, S. 76–96.
- Machart, Renaud (2018). Jeanne Demessieux (1921-1968). In Renaud Machart und Vincent Warnier (Hrsg.), Les grands organistes du XXe siècle, S. 157–164. Paris: Buchet-Chastel.
- Marchais, Christine (2014). Jeanne Demessieux. In Association Femmes et Musique (Hrsg.), Compositrices Françaises au XXème siècle, Band 2, S. 65–66. Sampzon: Delatour France.
- Page, Barnaby (2018). Jeanne Demessieux. Organists’ Review (September 2018), S. 9–13.
- Steed, Graham (1979). Dupre and Demessieux: The master and the pupil. The American Organist 13 (March 1979), S. 36–37.
- Tréfouel, Dominique (2005). Jeanne Demessieux. Lyon: J2C/ALDRUI Éditions. ISBN 2-906196-14-2.
- Trieu-Colleney, Christiane (1977). Jeanne Demessieux: une vie de luttes et de gloire. Avignon: Les Presses Universelles.
- Trinkwon, D'Arcy (2008). The legend of Jeanne Demessieux: a study. The Diapason (November 2008), S. 30–33.
- Welzel, Martin (2005). Jeanne Demessieux (1921-1968): a critical examination of her life. (DMA Dissertation, University of Washington, Seattle). Ann Arbor, Michigan (USA): ProQuest. ResearchGate